# Ardisia ursina
Ardisia ursina är en viveväxtart som beskrevs av C.L. Lundell. Ardisia ursina ingår i släktet Ardisia och familjen viveväxter. Inga underarter finns listade i Catalogue of Life.